# Kevin Kline

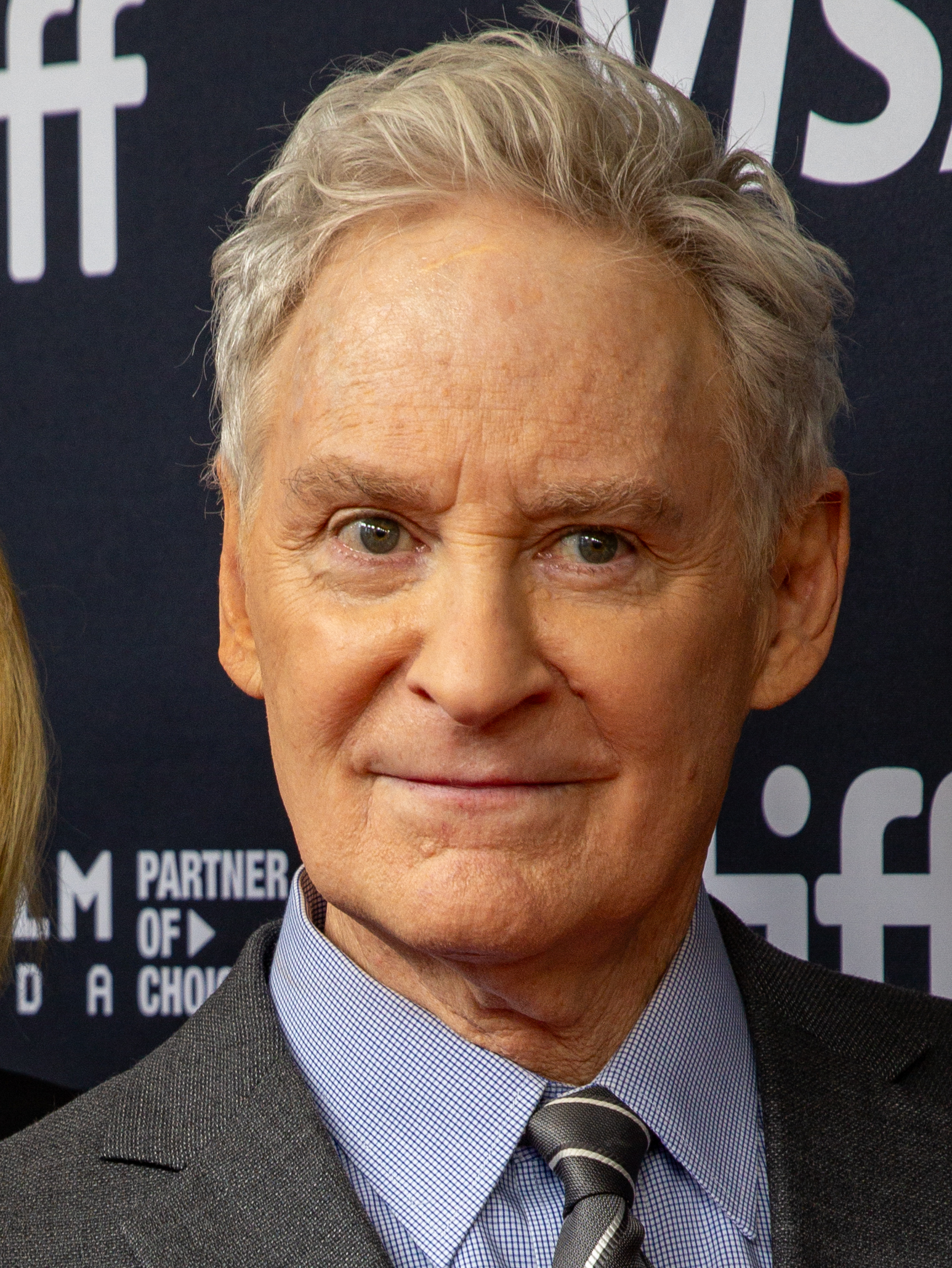
Kevin Kline (2024)

Kevin Delaney Kline (* 24. Oktober 1947 in St. Louis, Missouri) ist ein US-amerikanischer Theater- und Filmschauspieler. Für sein Schaffen wurde er mit mehreren Preisen ausgezeichnet, darunter einem Oscar und einem Tony.

## Jugend und Anfänge
Kline wurde als Sohn von Margaret Agnes Kirk und Robert Joseph Kline in St. Louis geboren. Sein Vater war Nachfahre einer aus Deutschland immigrierten jüdischen Familie, während seine Mutter aus einer irisch-katholischen Familie stammte. Da sein jüdischer Vater nicht sonderlich religiös und bekennender Agnostiker war, wurden Kline und seine drei Geschwister in der katholischen Religion seiner strenggläubigen Mutter erzogen. Sein Vater, ein Liebhaber klassischer Musik, besaß ein eigenes Musikgeschäft in St. Louis und war außerdem Miteigentümer der von seiner Familie gegründeten Kline’s Inc.-Ladenkette.
In seiner Jugend besuchte Kline eine christliche Klosterschule. Später studierte er an der Indiana University, wo er der Theatergruppe beitrat und in William Shakespeares Macbeth seine erste kleine Rolle hatte. Anfang der 1970er Jahre ging Kline nach New York City. Er besuchte die Juilliard-Schauspielakademie und ging mit der Acting Company auf Bühnentournee. Zu seinen größten Theatererfolgen zählen Drei Schwestern von Anton Tschechow, Die Dreigroschenoper und On The Twentieth Century von Hal Prince, für das er den Tony- und den Drama Desk Award erhielt.

## Filmkarriere
1976 verließ Kline die Acting Company und kehrte nach New York zurück. Einen ersten Auftritt vor der Kamera hatte er mit der Rolle des Woody Reed in der Seifenoper Search for Tomorrow. Anschließend kehrte er zunächst auf die Theaterbühne zurück. In den 1980er Jahren spielte Kline unter anderem am New Yorker Public Theatre die Titelrollen in den Shakespeare-Stücken Hamlet, Richard III. und Heinrich V. Dafür bekam er den Shakespeare-Preis in der Kategorie Klassisches Theater und zwei Obie Awards.
Für sein Spielfilmdebüt in Sophies Entscheidung, in welchem er neben Meryl Streep die männliche Hauptrolle spielte, war Kline 1982 als Bester Nachwuchsdarsteller für einen Golden Globe nominiert. Im darauffolgenden Jahr verkörperte er an der Seite von Angela Lansbury die Hauptrolle in The Pirates Of Penzance, einer Verfilmung des gleichnamigen Theaterstücks. 1987 wurde Kline in Richard Attenboroughs Filmdrama Schrei nach Freiheit für die Hauptrolle des Journalisten Donald Woods besetzt. 1988 war er neben John Cleese, Michael Palin und Jamie Lee Curtis in der britischen Kult-Komödie Ein Fisch namens Wanda zu sehen. Für die Darstellung des pseudointellektuellen US-Amerikaners Otto erhielt er einen Oscar als bester Nebendarsteller. Mit diesem Film festigte sich zudem sein Image als Komiker.

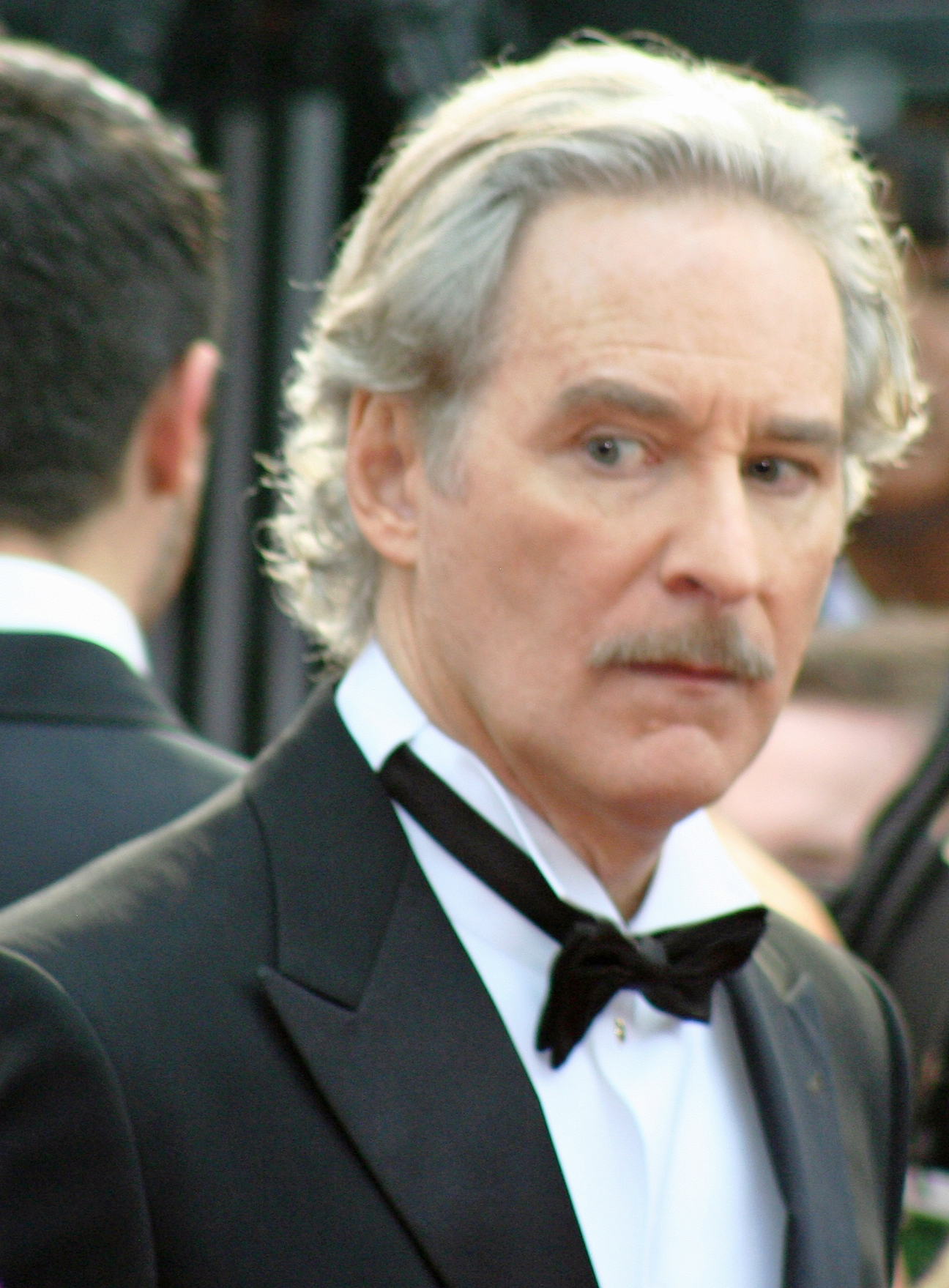
Kevin Kline bei der 81. Oscarverleihung im Jahr 2009

In den 1980ern und der ersten Hälfte der 1990er Jahre arbeitete Kline außerdem wiederholt mit dem Regisseur Lawrence Kasdan zusammen und gehörte fortlaufend zu dessen Stammbesetzung. Er übernahm in Kasdans Filmprojekten Der große Frust (1983), Silverado (1985), Ich liebe Dich zu Tode (1990), Grand Canyon – Im Herzen der Stadt (1991) und French Kiss (1995) diverse Haupt- und Nebenrollen. 1996 lieh er in dem Disney-Zeichentrickfilm Der Glöckner von Notre Dame der Figur des Phoebus seine Stimme. 2000 folgte erneut eine Sprecherrolle in der Dreamworks-Produktion Der Weg nach El Dorado.
In der zweiten Hälfte der 1990er Jahre und nach der Jahrtausendwende hatte Kline weitere Haupt- und Nebenrollen in verschiedenen Filmprojekten, darunter oftmals Filmkomödien oder Filmdramen. So war er 1997 in Wilde Kreaturen erneut an der Seite von John Cleese zu sehen. Im selben Jahr verkörperte er außerdem die Hauptrolle in Frank Ozs Komödie In & Out. Es folgten Filme wie Das Haus am Meer (2001), Club der Cäsaren (2002), De-Lovely – Die Cole Porter Story (2004), Die Schachspielerin (2009) und Der letzte Gentleman (2010). 2015 trat er in der Hauptdarsteller-Riege von Last Vegas als einer von fünf Oscar-Gewinnern auf; die anderen vier waren Michael Douglas, Robert De Niro, Morgan Freeman und Mary Steenburgen. 2017 übernahm Kline die Rolle des Maurice in der Disney-Neuverfilmung Die Schöne und das Biest, welches das bis dato kommerziell erfolgreichste Filmprojekt seiner Laufbahn darstellt.

## Privates
Seit 1989 ist Kevin Kline mit der Schauspielerin Phoebe Cates verheiratet, mit der er zwei Kinder hat.
Am 5. Dezember 2004 erhielt er einen Stern auf dem Hollywood Walk of Fame. 2009 brachte ihm die Darstellung des Cyrano de Bergerac im US-amerikanischen Programm Great Performances seine erste Emmy-Nominierung ein.
Arne Elsholtz war bis zu seinem Tod im Jahr 2016 der langjährige deutsche Standard-Synchronsprecher von Kline.

## Filmografie (Auswahl)
- 1980: The Pirates Of Penzance
- 1982: Sophies Entscheidung (Sophie’s Choice)
- 1983: He Makes Me Feel Like Dancin’
- 1983: Der große Frust (The Big Chill)
- 1985: Silverado
- 1986: Liebe ist nur eine Illusion (Violets Are Blue...)
- 1987: Schrei nach Freiheit (Cry Freedom)
- 1988: Ein Fisch namens Wanda (A Fish Called Wanda)
- 1989: Im Zeichen der Jungfrau (The January Man)
- 1990: Ich liebe Dich zu Tode (I Love You to Death)
- 1991: Lieblingsfeinde – Eine Seifenoper (Soapdish)
- 1991: Grand Canyon – Im Herzen der Stadt (Grand Canyon)
- 1992: Chaplin
- 1992: Gewagtes Spiel (Consenting Adults)
- 1993: Dave
- 1994: Prinzessin Caraboo (Princess Caraboo)
- 1995: French Kiss
- 1996: Der Glöckner von Notre Dame (The Hunchback of Notre Dame) – Stimme
- 1996: Looking For Richard
- 1997: In & Out
- 1997: Der Eissturm (The Ice Storm)
- 1997: Wilde Kreaturen (Fierce Creatures)
- 1999: Ein Sommernachtstraum (A Midsummer Night’s Dream)
- 1999: Wild Wild West
- 2000: Der Weg nach El Dorado (The Road to El Dorado) – Stimme
- 2001: Beziehungen und andere Katastrophen (The Anniversary Party)
- 2001: Das Haus am Meer (Life as a House)
- 2002: Club der Cäsaren (The Emperor’s Club)
- 2002: Nix wie raus aus Orange County (Orange County)
- 2002: Der Glöckner von Notre Dame 2 (The Hunchback of Notre Dame II) – Stimme
- 2004: De-Lovely – Die Cole Porter Story (De-Lovely)
- 2005: Der rosarote Panther (The Pink Panther)
- 2006: Robert Altman’s Last Radio Show (A Prairie Home Companion)
- 2007: Trade – Willkommen in Amerika (Trade)
- 2008: Vielleicht, vielleicht auch nicht (Definitely, Maybe)
- 2008: Despereaux – Der kleine Mäuseheld (The Tale of Despereaux) – Stimme
- 2009: Die Schachspielerin (Joueuse)
- 2010: Die Lincoln Verschwörung (The Conspirator)
- 2010: Der letzte Gentleman (The Extra Man)
- 2011: Freundschaft Plus (No Strings Attached)
- 2012: Darling Companion
- 2013: Last Vegas
- 2013: Mein Leben mit Robin Hood (The Last of Robin Hood)
- 2014: My Old Lady
- 2015: Ricki – Wie Familie so ist (Ricki and the Flash)
- 2017: Die Schöne und das Biest (Beauty and the Beast)
- 2021: Der Vogel (The Starling)
- 2024: Disclaimer (Miniserie)

## Erzähler/Sprechrollen (in den Originalfassungen)
- 1996: Der Glöckner von Notre Dame (The Hunchback of Notre Dame, Synchronsprecher von Phoebus)
- 2000: Der Weg nach El Dorado (The Road to El Dorado)
- 2002: Der Glöckner von Notre Dame 2 (The Hunchback of Notre Dame II, Synchronsprecher von Phoebus)
- seit 2011: Bob’s Burgers (Fernsehserie, Stimme von Mr. Fischoeder)

## Auszeichnungen
- 1978: Tony Award als bester Nebendarsteller in einem Musical für On the Twentieth Century
- 1978: Drama Desk Award als bester Nebendarsteller in einem Musical für On the Twentieth Century
- 1981: Tony Award als bester Darsteller in einem Musical für The Pirates of Penzance
- 1981: Drama Desk Award als bester Darsteller in einem Musical für The Pirates of Penzance
- 1989: Oscar als bester Nebendarsteller für Ein Fisch namens Wanda
- 1997: Actor Award bei den Gotham Awards
- 1998: Hasty Pudding (Man of the Year)
- 2000: Goldene Himbeere als schlechtestes Leinwandpaar (gemeinsam mit Will Smith)
- 2002: Preis für das Lebenswerk des St. Louis International Film Festival
- 2004: Drama Desk Award als bester Darsteller in einem Theaterstück für Henry IV
- 2007: CineMerit Award des Filmfests München für Trade – Willkommen in Amerika
- 2008: Screen Actors Guild Award in der Kategorie Bester Darsteller in einem Fernsehfilm oder einer Miniserie für As You Like It
- 2017: Tony Award als bester Hauptdarsteller in einem Theaterstück für Present Laughter